# NGC 2453
NGC 2453 је расејано звездано јато у сазвежђу Крма које се налази на NGC листи објеката дубоког неба.
Деклинација објекта је - 27° 11' 41" а ректасцензија 7h 47m 34,1s. Привидна величина (магнитуда) објекта NGC 2453 износи 8,3. NGC 2453 је још познат и под ознакама OCL 670, ESO 493-SC12.